# Avatele
Avatele (korábban Oneonepata, Matavaihala) egy falu Niue szigetén.

## Fekvése
A sziget nyugati partján fekszik, egy kis öbölben. Partja körülbelül 2 km hosszú.

## Történelem
Amikor James Cook felfedezte a szigetet 1774-ben, itt szállt partra. 

## Nevezetességei
Itt van a sziget leglátogatottabb tengerpartja (Avatele Beach). 

## Lakossága

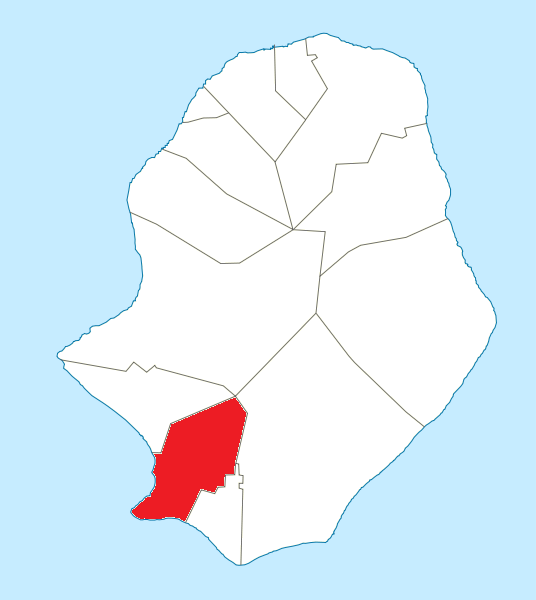
Avatele elhelyezkedése a kis szigeten

2007-ben a lakosság 200 fő volt.